# Михайлівська бухта
Миха́йлівська бухта (крим. Mıhaylivska körfezi) — невеличка бухта на північному березі Севастопольської бухти, проміж бухтою Матюшенка та Старопівнічною бухтою.
На березі бухти розташований Михайлівський равелін, на честь якого вона й названа.
У бухті облаштований причал.